# François Achille Bazaine
François Achille Bazaine (Versalles, 13 de febrero de 1811-Madrid, 23 de septiembre de 1888) fue un militar francés que se desempeñó como mariscal de Francia. Sirvió en la primera guerra carlista, en la Guerra de Argelia, en la Guerra de Crimea y en la Segunda intervención francesa en México. Sin embargo, es más conocido por su fracaso como comandante en jefe del ejército del Rin y por haber contribuido a la derrota francesa en la guerra franco-prusiana de 1870.

## Carrera militar
En su intento por ingresar a la Escuela Politécnica de Francia en 1830, se alista en el 37.º regimiento de infantería, además de estar de manera alterna en la Legión Extranjera de 1832 a 1837. El 4 de junio de 1855 es nombrado coronel del 55.º de infantería del frente y un año más tarde, el 4 de febrero de 1856, toma el mando de primer regimiento de la legión extranjera y el mes siguiente el mando de la subdivisión de Sidi-bel-Abbès, obteniendo allí numerosas condecoraciones por valor militar.
El 28 de octubre de 1854 es nombrado general de brigada y dirige dos regimientos de la Legión Extranjera en la armada de oriente durante la Guerra de Crimea. En septiembre de 1855 es nombrado comandante militar de Sebastopol y general de división.
A su regreso a Francia, ocupa los cargos de inspector de infantería y comandante de la 19.ª división militar en Bourges. Dirige la 3.ª división de infantería del primer cuerpo de Baraguey d'Hilliers donde está cerca de la línea de batalla en los combates de Melegano y Solferino, ganando nuevas distinciones militares.

## Campaña en México
En 1863, el emperador francés Napoleón III envía a Bazaine hacia México, junto al general Federico Forey para que releven del mando de las tropas francesas a Charles Ferdinand Latrille Conde de Lorencez en lo que se conoce en la historia de México como la Segunda Intervención Francesa.
Las órdenes de Bazaine eran, entre otras:
- Aceptar a todos los mexicanos conservadores que quisieran unírseles.
- No tomar partido alguno en las querellas políticas mexicanas.
- No devolver a la Iglesia católica los bienes que le fueron quitados por las Leyes de Reforma.
- Una vez que las tropas francesas ocuparan la Ciudad de México, deberían establecer un gobierno provisional.

Pese a la derrota sufrida en la Batalla de Puebla, el 5 de mayo de 1862, las tropas francesas entran a la Ciudad de México el 10 de junio del año siguiente, quedando al mando del ejército francés, por órdenes expresas de Napoleón III, el general Bazaine.
La estancia de Bazaine en México se caracterizó por los problemas; primero con la Regencia (1863-1864) en virtud de que esta deseaba que le fueran devueltos a la Iglesia los bienes confiscados por el anterior gobierno liberal mexicano, y, más tarde, tuvo conflictos con el emperador Maximiliano de Habsburgo (1864-1867) a quien criticaba por gastar el pauperizado erario público en lo que, a su parecer, eran “trivialidades” como la construcción de palacios y teatros.
Bazaine fue acusado también de actitudes políticas sospechosas durante su gestión en México, como obstaculizar los intentos de Maximiliano por organizar un Ejército Imperial Mexicano que combatiera eficientemente a la resistencia liberal, además de que alejó a conservadores que pudieron formar una mejor base de apoyo para el régimen monárquico. Al quedar viudo de su primera esposa en Francia, María Soledad Tormo, Bazaine contrajo matrimonio con la joven mexicana Josefa Peña Azcárate, proveniente de una familia muy adinerada pero con muchos seguidores de los liberales de Juárez, lo cual daña más las relaciones del general francés con Maximiliano I. Inclusive hay indicios de que Bazaine vendía secretamente armas a partidarios de la resistencia mientras el propio Maximiliano de Habsburgo criticaba a Bazaine como inepto al no poder derrotar decisivamente a la resistencia mexicana, sino que el ejército francés, (pese a contar con el apoyo del grupo conservador) bajo su mando sufría derrotas como en Oaxaca, donde el propio Bazaine fue derrotado por Porfirio Díaz el 5 de septiembre de 1866 cerca de la población de Juchitán, mientras después las fuerzas francesas volverían a ser vencidas en la batalla del 2 de abril, aunque desde marzo de 1867 Bazaine empezaba a abandonar México con la mayoría del ejército francés por órdenes de Napoleón III.
De regreso en Europa, Bazaine desempeña diferentes cargos como el de comandante del 3.er Cuerpo del Ejército en Nancy y jefe de la guardia imperial de Napoleón III, convertido en mariscal de Francia.

## Guerra franco-prusiana
El 12 de agosto de 1870, y en plena guerra franco-prusiana, Bazaine es nombrado comandante en jefe del Ejército del Rin, el cual antes había sido gravemente vencido y obligado a replegarse hacia Châlons-sur-Marne para reunirse con las reservas y así enfrentar a las tropas alemanas. Si bien en la batalla de Mars-la-Tour (16 de agosto) Bazaine tiene la oportunidad de obtener un triunfo decisivo, decide, para sorpresa de todos, replegar su ejército de 180,000 soldados a la ciudad de Metz y quedar de este modo aislado del resto de Francia y de futuros refuerzos.
Resultaba evidente que en esa fase de la contienda Bazaine dirige el único ejército organizado de Francia y está convencido de su importancia para el futuro del país, por lo que no duda en tramar una serie de intrigas con la emperatriz con la finalidad de restaurar el Segundo Imperio que ha sido derrocado en París desde el 4 de septiembre ante la sucesión de derrotas. También negocia con los alemanes la autorización para fugarse del sitio con sus tropas y “salvar a Francia de sí misma”, es decir, para salvarla del empuje republicano al cual Bazaine se oponía firmemente. Es en este punto que Bazaine se opone al capitán Louis Rossel (el único oficial que se unirá en la Comuna de París en 1871) a proseguir la guerra para no traicionar a su país. A final de cuentas, las negociaciones se prolongan a tal grado que la ciudad de Metz empieza a quedarse sin provisiones debido a la enorme presión que le significa alimentar a una fuerza de 180,000 soldados inactivos.
Después de la caída de Sedan el 12 de septiembre y la respectiva rendición de Napoleón III, Bazaine representa la última esperanza militar de Francia; sin embargo, renuncia a continuar con el combate y capitula ante los prusianos el 27 de octubre. Esta rendición es usualmente atribuida a su falta de motivación para defender a un gobierno republicano con el que no compartía ideas políticas.
La noticia de la rendición mortifica a Francia. Mientras tanto, el político francés Léon Gambetta, que había viajado a Tours con la idea de reunir un ejército de liberación para evitar la caída de París y lograr una paz honorable con Prusia, comprende que resulta imposible llevar a cabo su proyecto con un grupo de tropas improvisadas y sin la ayuda de los 180,000 hombres de Bazaine; ante la cruda realidad Gambetta acepta la evidencia de la derrota y lanza una proclama en la que abiertamente acusa a Bazaine de traición. Un elemento es invocado por los políticos republicanos: la retirada inexplicable de Bazaine a Metz en lugar de proseguir su ofensiva contra los prusianos, permitiendo que un vasto ejército sea cercado por el enemigo, y negociando luego con los prusianos para capitular.

## Condena por traición y últimos años
Bazaine es capturado y hecho prisionero de los alemanes hasta 1873. Una vez libre, y conocedor de la opinión que sobre sus actos se ha formado el nuevo régimen republicano, regresa a Francia para afrontar un tribunal militar en una atmósfera popular que lo culpa de la derrota ante los alemanes. Republicanos y monárquicos tradicionales aprecian la ocasión de procesar a Bazaine como chivo expiatorio de la derrota de 1870 y justificante implícito de la llegada de la Tercera República; y los propios bonapartistas se abstienen de apoyarlo en tanto la acusación contra Bazaine permite que el exiliado Napoleón III pueda eludir toda responsabilidad en el desastre. Bazaine es sentenciado a degradación y luego condenado a muerte por traición, pero la pena le es conmutada por el nuevo presidente de Francia, el exmilitar Patrice de Mac-Mahon, a 20 años de prisión sin ceremonia de degradación.
Con la ayuda de algunos cómplices, Bazaine logra escaparse del presidio en la noche del 9 al 10 de agosto de 1874, a los 63 años, y huir a España, donde se refugia en Madrid bajo la protección del rey Alfonso XII. Allí Bazaine vive modestamente en tanto el gobierno de la III República Francesa ha confiscado sus bienes al imponerle una multa de 300,000 francos, siendo que el gobierno español no acepta otorgarle una subvención oficial para evitar conflictos con Francia, mientras que su esposa y sus hijos lo dejan en España para retornar a México. El 17 de abril de 1887 un comerciante francés llamado Louis Hillairaud, ataca a Bazaine en Madrid dándole una puñalada en el rostro, a la cual sobrevive pero que le ocasiona mayores problemas de salud que culminan con la muerte del envejecido mariscal en 1888. Bazaine está enterrado en la parte más antigua del cementerio de San Justo, en las afueras de Madrid.

## Obras
- Reporte del Mariscal Bazaine: Batalla de Rezonville, el 16 de agosto de 1870, Bruselas, Auguste Decq, 1870.
- La capitulatación de Metz: Reporte oficial del Mariscal Bazaine, Lyon, Lapierre-Brille, 1871.
- El ejército del Rin desde el 12 de agosto hasta el 29 de octubre de 1870, París, Henri Plon, 1872.
- Episodios de la guerra de 1870 y el sitio de Metz por el exMariscal Bazaine, Madrid, Gaspar, 1883.